# 구 전주비행장
구 전주비행장(全州飛行場, IATA: CHN, ICAO: RKJU)은 전북특별자치도 전주시에 위치한 군용 비행장으로, 한때 대한항공에 의해 여객서비스를 제공한 적이 있으나 군용으로만 사용됐다. 현재 전북특별자치도에서 민항기가 취항하는 유일한 비행장은 군산공항뿐이다. 이후 도도동 전주비행장으로 이전되고, 전주 에코시티가 들어섰다.

## 같이 보기
- 군산공항
- 김제공항